# Le Plessis-Placy
Le Plessis-Placy è un comune francese di 271 abitanti situato nel dipartimento di Senna e Marna nella regione dell'Île-de-France.

## Società

### Evoluzione demografica
Abitanti censiti